# Панкреатин
Панкреатин (МНН: Multienzymes (lipase, protease etc.)) — травний поліферментний засіб, який є екстрактом вмісту підшлункової залози. Його складові панкреатичні ферменти — амілаза, ліпаза і протеаза — беруть участь у перетравленні вуглеводів, жирів і білків. Застосовують при захворюваннях шлунково-кишкового тракту і у випадках погрішності в харчуванні. Панкреатин компенсує недостатню активність власних ферментів, сприяє поліпшенню процесу травлення.
Випускається під різними назвами: «Біофесталь», «Нормоензім», «Ферестал», «Фестал», «Ензістал», «Панкреофлат», «Біоза», «Вестал», «Гастенорм», «Креон», «Мезим», «Мікразім», «Панзе», «Панкреатин-Белмед», «Панзинорм», «Панкреаз», «Панкреліпаза», «Панкренорм», «Панцитрат», «Пензітал», «Уні-Фестал», «Ензибене», «Ерміталь», «Евензім». Дозується за кількістю ліпази в ОД.

## Властивості
Ферментний препарат з підшлункової залози свиней і великої рогатої худоби. Аморфний дрібний порошок сіруватого або жовтуватого кольору з характерним запахом. Погано розчиняється у воді.
У кислому середовищі шлунка панкреатин швидко втрачає активність, тому зазвичай випускається в кишковорозчинній оболонці. Активується в кишці при pH = 5,5. Середня доза для дорослих — 150 тис. ОД / добу.

## Класифікація
Препарати, які містять панкреатичні ферменти, можна класифікувати за:
- Складом. Може застосовуватися як чистий панкреатин, також містить додаткові речовини. Цей параметр визначає показання та протипоказання (додаткові компоненти мають свої протипоказання):
  - панкреатин і жовчогінний засіб;
  - панкреатин, компоненти жовчі, гемицеллюлаза;
  - панкреатин і екстракт рисового грибка;
  - комбіновані ферменти.
- Стійкістю до соляної кислоти шлунка . Визначає ефективність ліків (в кислому середовищі шлунка панкреатин втрачає свою активність).
- Розміром частинок ліків.
  - звичайні таблетки;
  - мікрогранульованої форми (випускаються у вигляді желатинових капсул, в яких розміщені кислотостійкі мікросфери або мікротаблетки з діаметром менше 2 мм).

Порівняння деяких торговельних марок
| Торговельна назва | Ліпаза, ОД          | Діаметр         | Інші компоненти     |
| ----------------- | ------------------- | --------------- | ------------------- |
| Креон             | 10000, 25000, 40000 | менше ніж 2 мм  |                     |
| Панзинорм         | 10000, 20000        | менше ніж 2 мм  |                     |
| Мікразім          | 10000, 25000        | менше ніж 2 мм  |                     |
| Мезим-форте       | 3500, 10000, 20000  | більше ніж 2 мм |                     |
| Пензітал          | 6000                | більше ніж 2 мм |                     |
| Дигестал          | 6000                | більше ніж 2 мм | жовч, гемицеллюлаза |
| Фестал            | 6000                | більше ніж 2 мм | жовч, гемицеллюлаза |
| Ерміталь          | 10000, 25000, 36000 | менше ніж 2 мм  |                     |
| Ензістал          | 6000                | більше ніж 2 мм | жовч, гемицеллюлаза |

## Фармакологія
Травний ферментний засіб, який корегує дефіцит ферментів підшлункової залози, надає протеолітичну, амілолітичну і ліполітичну дію. Ферменти, які входять до складу панкреатину (ліпаза, альфа-амілаза, трипсин, хімотрипсин), сприяють розщепленню білків до амінокислот, жирів — до гліцерину і жирних кислот, крохмалю — до декстринів і моносахаридів; поліпшують стан шлунково-кишкового тракту, нормалізують процеси травлення.
Трипсин пригнічує стимульовану секрецію підшлункової залози та чинить анальгезуючу дію.
Панкреатичні ферменти вивільняються з лікарської форми лише в лужному середовищі тонкої кишки, оскільки захищені від дії шлункового соку оболонкою.
Максимальна ферментативна активність препарату зазвичай відзначається через 30-45 хвилин після перорального прийому.

## Показання
Недостатність зовнішньосекреторної функції підшлункової залози (хронічний панкреатит, муковісцидоз). Хронічні запально-дистрофічні захворювання шлунка, кишки, печінки, жовчного міхура, стану після резекції або опромінення цих органів, що супроводжується порушеннями перетравлення їжі, метеоризмом, діареєю (у складі Панкреатин 8000 табл. № п'ятдесятих комбінованої терапії). Для покращання перетравлення їжі в осіб з нормальною функцією шлунково-кишкового тракту у разі погрішностей в харчуванні, а також при порушеннях жувальної функції. Підготовка до рентгенологічного та ультразвукового дослідження органів черевної порожнини.

## Спосіб застосування та дози
Доза підбирається індивідуально і залежить від ступеня недостатності функції підшлункової залози. Препарат застосовують дорослим у дозі 1-4 таблетки (що відповідає 8000-32000 ОД FIP за ліпазою) з кожним прийомом їжі. Приймати таблетки необхідно внутрішньо під час або після їди, не розжовуючи, запиваючи великою кількістю рідини, бажано не лужної, а саме водою чи фруктовими соками. Добова доза — 6-18 таблеток (48000-150000 ОД FIP). При повній недостатності функції підшлункової залози (наприклад, кістозному фіброзі) доза повинна бути збільшена до 49 таблеток (400000 ОД FIP) на добу, що відповідає добовій потребі дорослої людини в ліпазі. Курс лікування може тривати від кількох днів (при порушеннях харчування внаслідок погрішностей у дієті) до декількох місяців і навіть років (за необхідності постійної замісної терапії).

## Ефективність
Ефективність ферментних препаратів залежить від форми випуску (таблетована або капсули з микросферами / мікротаблетки), розміру часток (менше ніж 2 мм), стійкості до кислого середовища шлунка, швидкості вивільнення ферментів у дванадцятипалій кишці. Згідно з останніми рекомендаціями для корекції зовнішньосекреторної недостатності підшлункової залози бажано вживати капсули, які містять мікросфери. Препарати з жовчю не можна застосовувати пацієнтам із захворюваннями жовчовивідних шляхів і гепатитами.

## Побічна дія
При застосуванні зрідка виникає реакція підвищеної чутливості. При тривалому застосуванні високих доз препарату можливе виникнення гіперурикозурії. Можуть з'явитися симптоми кишкової непрохідності, стриктури тонкої кишки.. Можливі алергічні реакції негайного типу (при муковісцидозі, особливо у дітей).

## Умови зберігання
У сухому, захищеному від світла місці, при температурі нижче 25 ° C, недоступно для дітей.

## Панкреатин в Україні
Панкреатин в Україні у теперішній час (2010-20-ті роки) виробляють з підшлункової залози свиней. У них ферменти найбільше подібні до людських. Міністерство охорони здоров'я України (станом на 2010 рік) мало у формулярі для лікарів 20 препаратів, які містять виключно панкреатин, у тому числі 6 — вітчизняного виробництва. Найвідомішими з них є «Мезим» «Ензибене», «Креон» і власне «Панкреатин».
Виробники «Панкреатину» в Україні: ТОВ «Здоров'я» (Харків), ВАТ «Вітаміни», ВАТ «Технолог» (обидва — Умань), ТОВ «Тернофарм» (Тернопіль).